# St. Petri (Hohenmölsen)

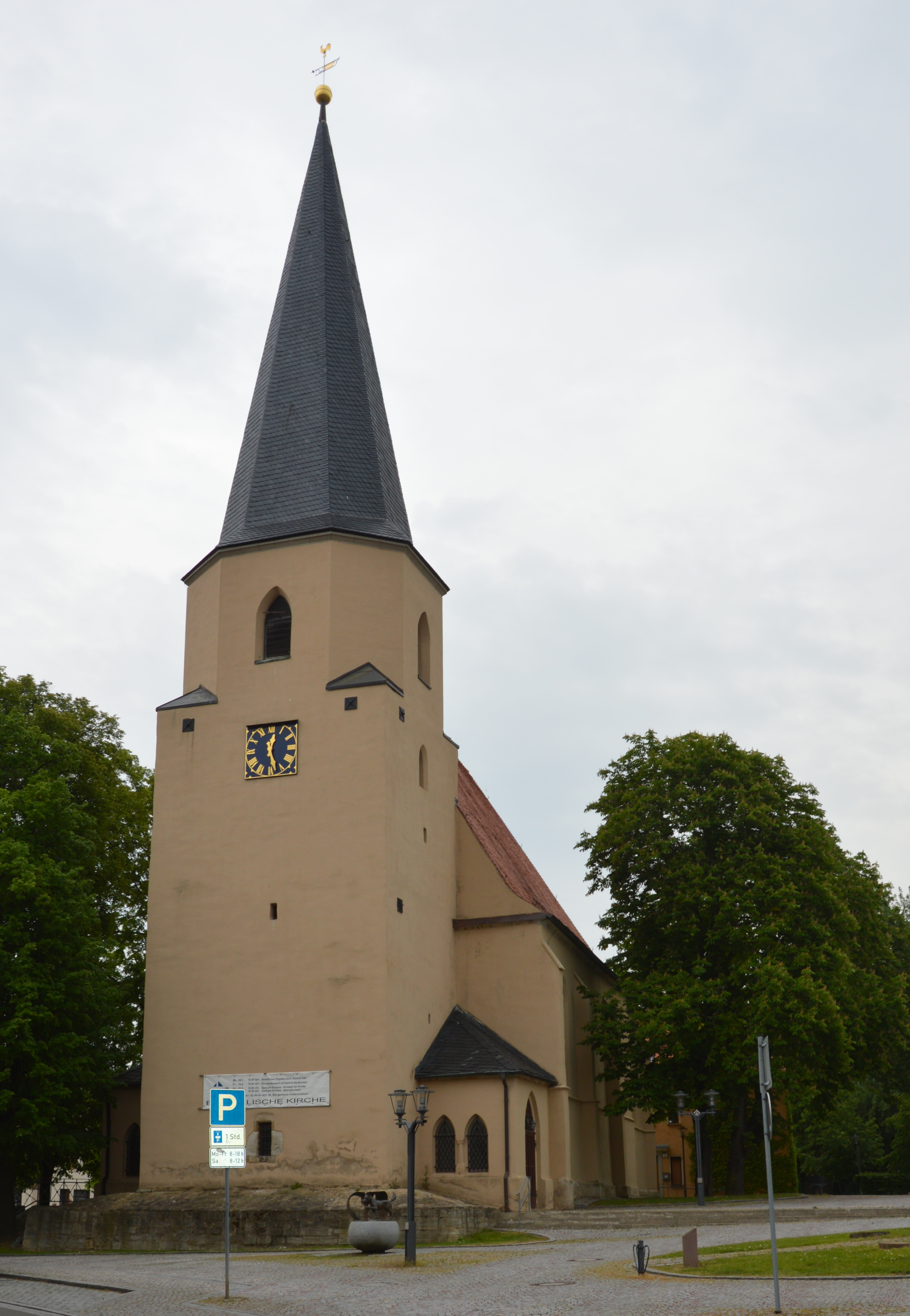
Sankt-Petri-Kirche

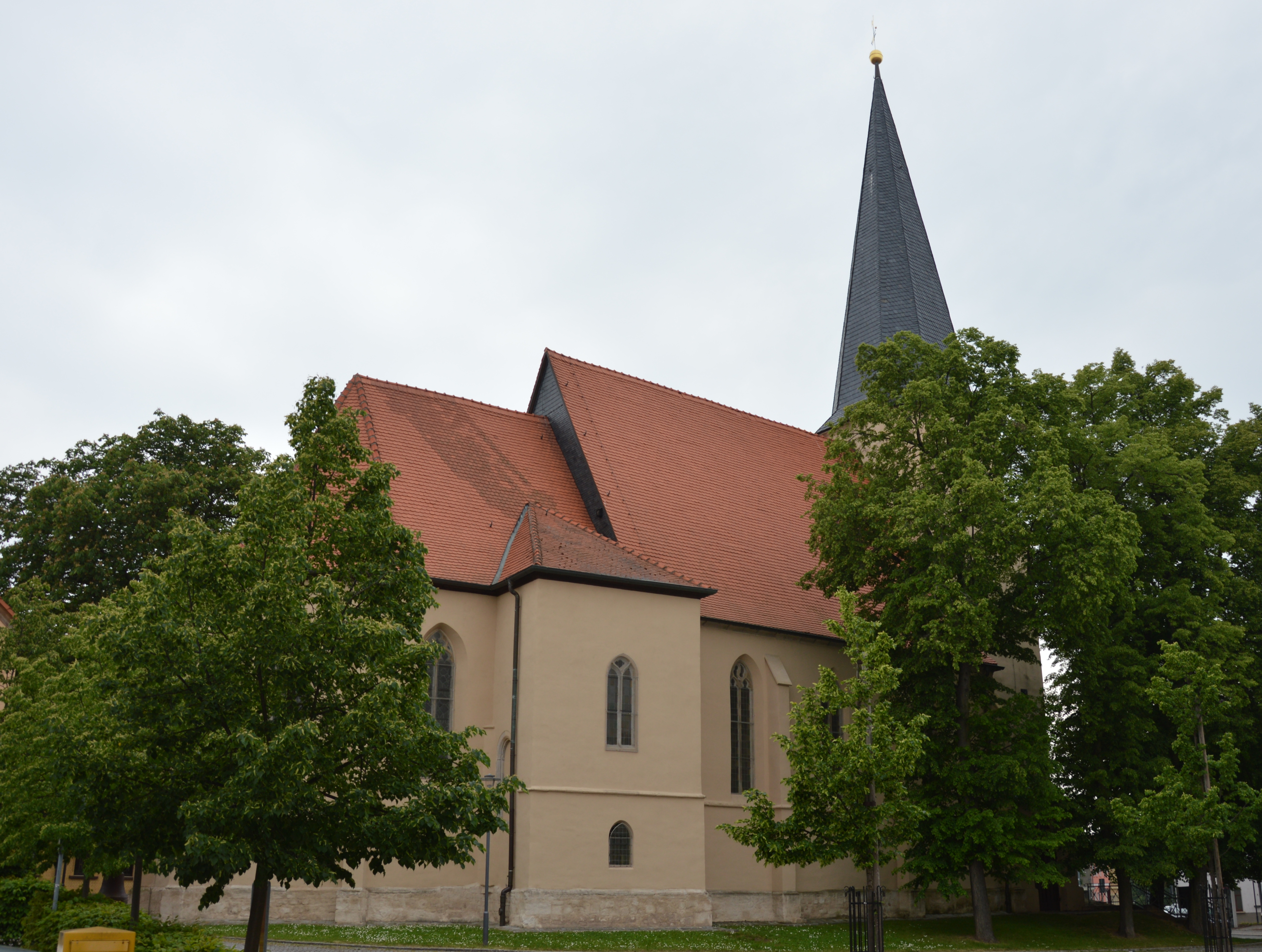
Blick von Nordosten, 2016

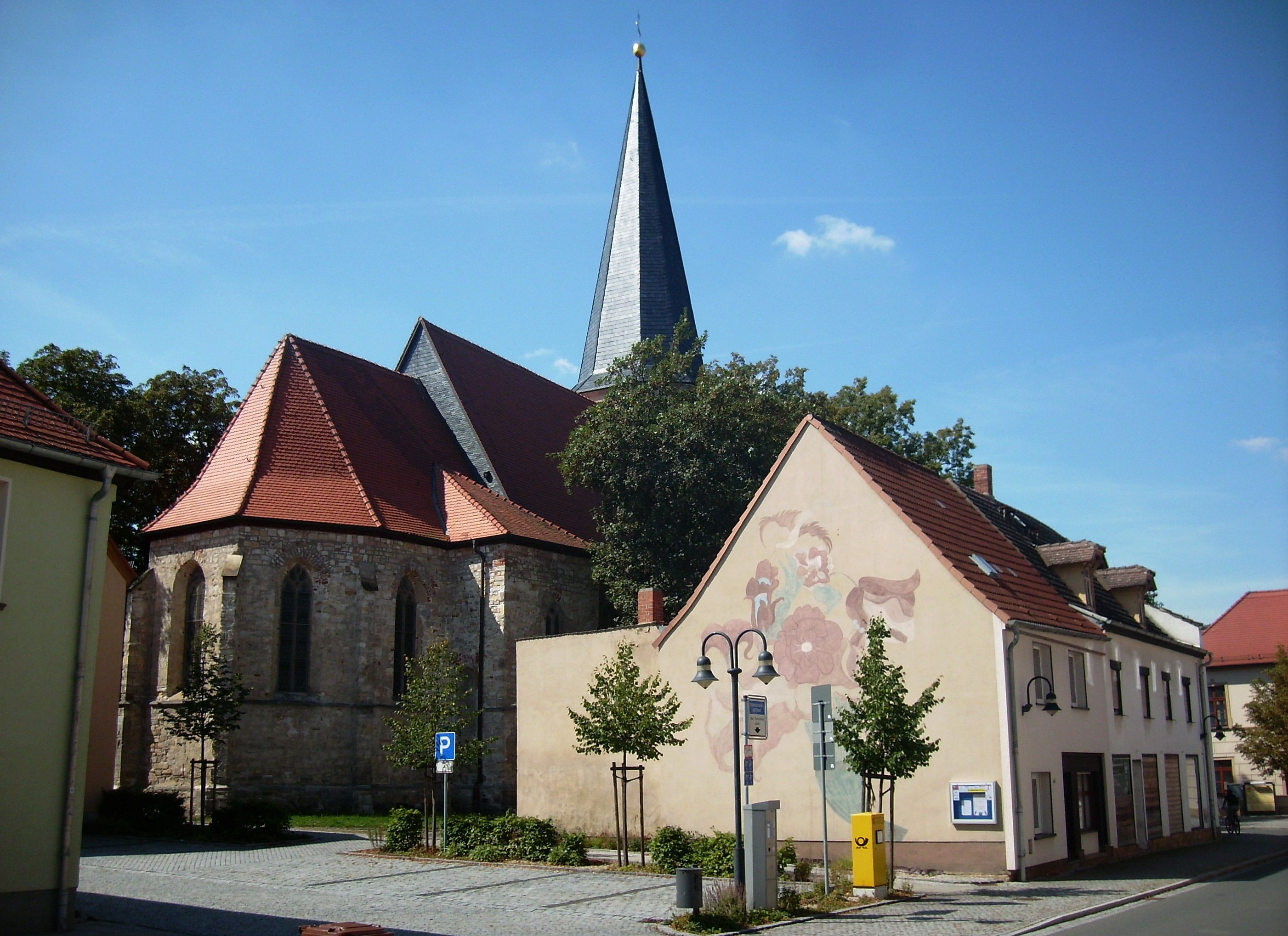
2009

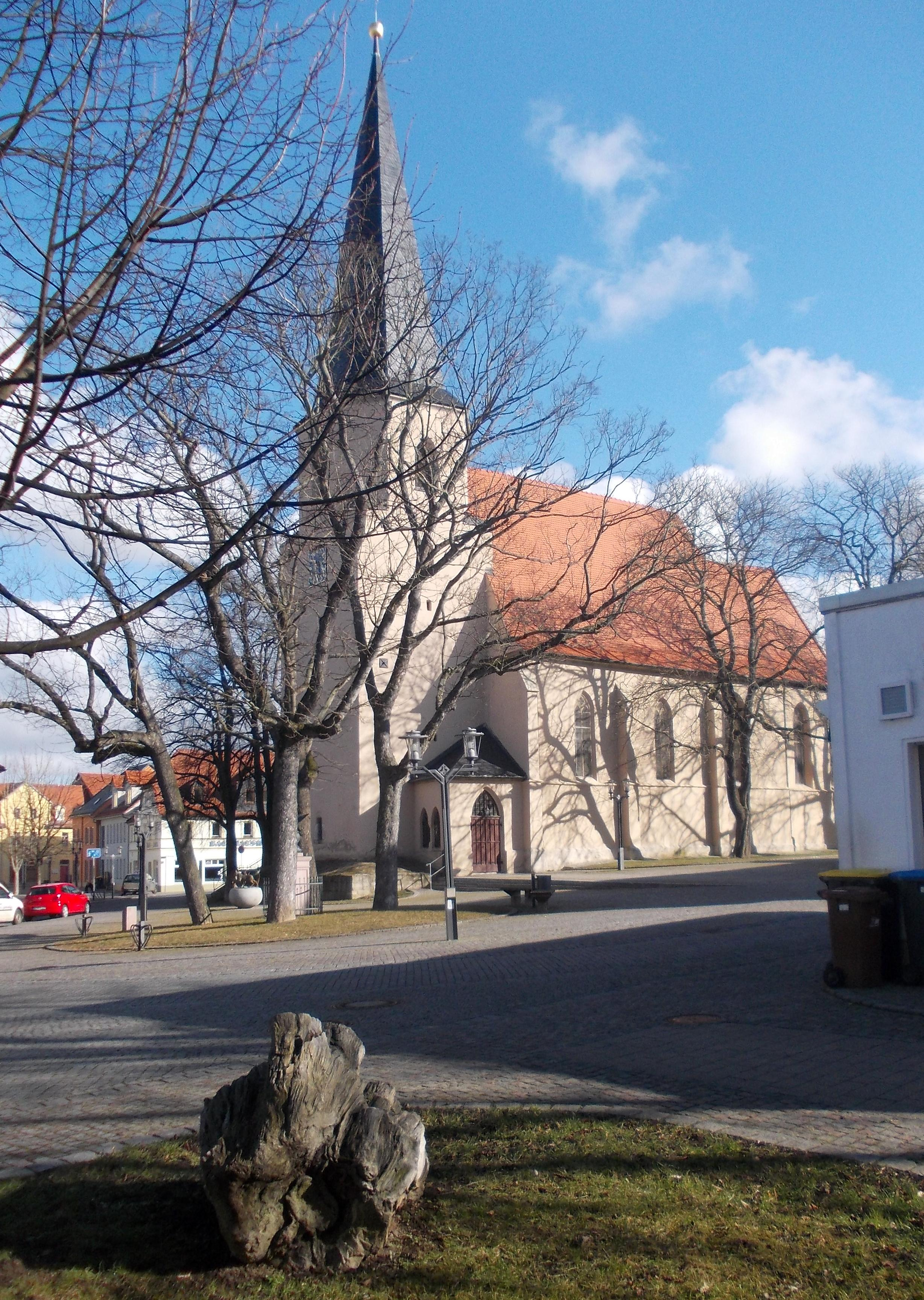
Blick von Südwesten, 2015

Die Sankt-Petri-Kirche ist eine evangelische Kirche in der Stadt Hohenmölsen in Sachsen-Anhalt.

## Lage und Status
Die Kirche liegt im Stadtzentrum von Hohenmölsen an der Adresse Altmarkt 1, südlich der Herrenstraße. Nordwestlich befindet sich das Rathaus Hohenmölsen. Sie gehört zum Kirchspiel Hohenmölsen-Land im Kirchenkreis Naumburg-Zeitz der Evangelischen Kirche in Mitteldeutschland.
Im örtlichen Denkmalverzeichnis ist die Kirche unter der Erfassungsnummer 094 86924 als Baudenkmal eingetragen.

## Architektur und Geschichte
Die Saalkirche wurde zwischen 1592 und 1594 errichtet. Westlich des Kirchenschiffs befindet sich ein wuchtig wirkender Kirchturm. Er trägt seit 1875 einen spitzen Turmhelm. Zuvor befand sich dort eine barocke Haube mitsamt Laterne. Seitlich des Turms befinden sich 1909 gebaute Vorhallen. Die Turmhalle selbst wird als Gedenk- und Archivraum für die durch den Braunkohletagebau zerstörten Kirchen der Region genutzt.
Am Ostende des Schiffs ist der dreiseitig abgeschlossene Chor in das Kirchenschiff eingezogen. Außen wird das Schiff durch Strebevorlagen gegliedert. Die Fenster sind mit zweiteiligem Maßwerk versehen. Auf der Nordseite der Kirche wurde in den Jahren 1693/94 eine Sakristei angebaut. Sie ist mit einem Kreuzgratgewölbe versehen. Über der Sakristei befindet sich die Ratsempore. Bei einem Stadtbrand im Jahr 1639 wurde die Kirche beschädigt und dann wieder instand gesetzt. Weitere Restaurierungen fanden 1850 und zwischen 1992 und 1997 statt.
Das Kircheninnere wird von einer 1652 eingefügten Flachdecke überspannt. Der Chor war ursprünglich mit einer Wölbung versehen, von der Reste der Konsolen noch erhalten sind. In der Kirche befindet sich eine 1850 errichtete dreiseitige Empore. Sie ist mit Gemälden verziert, die von einer barocken Vorgängerempore übernommen worden waren. Die 1695 von Michael Hofmann geschaffenen Gemälde zeigen Szenen aus der Kindheits- sowie der Leidensgeschichte Jesu. Die Brüstung der Ratsempore ist mit zwei in der zweiten Hälfte des 17. Jahrhunderts geschaffenen Emblemen verziert.
Bemerkenswert ist der um 1490 vermutlich vom Meister der Sachsenburger Altartafeln geschaffene große, bemalte Flügelaltar. Ursprünglich befand sich der Altar in der Ernstkapelle des Magdeburger Doms und gelangte 1664 als Geschenk des Herzogs August in die Kirche. Auf der mittleren Tafel wird die Marienkrönung dargestellt. Die Seitenflügel zeigen auf ihren Innenseiten Mauritius und Stephanus, die Patrone der Domkirchen von Magdeburg und Halberstadt. Auf den äußeren Seiten ist die Anbetung der Heiligen Drei Könige dargestellt. Die Predella zeigt Engelsbüsten sowie sächsische Wappen und eine auf die Schenkung Bezug nehmende Inschrift.
Ein weiterer Flügelaltar befindet sich auf der Südseite des Schiffs. Es entstand Anfang des 16. Jahrhunderts und kam gemeinsam mit dem großen Retabel in die Kirche. Im Schrein sind drei Apostel dargestellt. In der Mitte Thomas, links Jakobus der Ältere und rechts wohl Simon. Simon ist ungewöhnlicher Weise mit einem Beil dargestellt. Die Flügel zeigen auf der Innenseite links Judas Thaddäus und rechts den Heiligen Nikolaus. Außen sind Ulrich von Augsburg und der Heilige Wolfgang abgebildet.
Ebenfalls vom Anfang des 16. Jahrhunderts stammen zwei an der südlichen Wand befindlichen Tafelgemälde. Sie stellen die Heiligen Kunigunde und Aldegunde dar und waren ursprünglich wohl Flügel eines Retabels. An der Nordseite befindet sich ein großes Triumphkreuz. Das spätgotische Kreuz stammt aus der zweiten Hälfte des 15. Jahrhunderts und befand sich ursprünglich in der Sankt-Nikolai-Kirche in Leuna. Seitlich des Kreuzes sind zwei Pastoren darstellende Bilder aus dem 18. Jahrhundert angeordnet. Der spätgotische Taufstein stammt aus dem 15. Jahrhundert. Er befindet sich im Chor und ist mit einem plastischen Maßwerkfries versehen.
Aus der ehemaligen Dorfkirche von Deumen stammen zwei spätgotische hölzerne Skulpturen vom Ende des 15. Jahrhunderts. Sie sind seitlich des Hochaltars angeordnet. Die linke stellt Anna Selbdritt, die rechte den Heiligen Nikolaus dar. In der nördlichen Portalvorhalle der Sankt-Petri-Kirche ist eine mit vielen Verzierungen versehene Glocke aus der Renaissance abgestellt, die ursprünglich zu der im Jahr 1961 zerstörten Kirche von Köttichau gehörte. Die in der Kirche befindlichen Kronleuchter aus Messing gehen auf das 18. Jahrhundert zurück.

## Orgel
Die Orgel wurde 1851 von Friedrich Ladegast, einem der bedeutendsten deutschen Orgelbauer des 19. Jahrhunderts, als Opus 8 geschaffen. Bei der Aeoline im Schwellwerk handelt es sich um eine seltene linguale Form dieses Registers mit trichterförmigen, aber engen Bechern. Eine Inschrift an der Orgel lautet: „Im Jahr 1851 wurde ich in Weißenfels bei Fr. Ladegast gebaut. Es erging mir traurig: Durch Regen und beim Thurmbau 1875–76. Renoviert im Mai 1877.“ Die Orgel wurde 1980 als Werk von Ladegast wiederentdeckt und ist nahezu im Originalzustand, nur die im Ersten Weltkrieg abgegebenen Prospektpfeifen wurden 1922 ersetzt. Zudem ersetzte Orgelbau Jehmlich die Kastenbälge 1952 durch einen Schwimmerbalg; der Winddruck beträgt 71 mm. 1998 wurde das Instrument durch die Orgelwerkstatt Wegscheider umfassend restauriert. Die Disposition lautet:
| I. Manual C–f3 |             |     |
| 1.             | Bordun      | 16′ |
| 2.             | Principal   | 8′  |
| 3.             | Doppelflöte | 8′  |
| 4.             | Hohlflöte   | 8′  |
| 5.             | Principal   | 4′  |
| 6.             | Spitzflöte  | 4′  |
| 7.             | Quinte      | 3′  |
| 8.             | Oktave      | 2′  |
| 9.             | Mixtur IV   |     |

| II. Manual C–f3 |                            |     |
| 10.             | Geigen-Principal           | 8′  |
| 11.             | Flauto travers             | 8′  |
| 12.             | Gamba                      | 8′  |
| 13.             | Lieblich Gedackt           | 8′  |
| 14.             | Floete                     | 4′  |
| 15.             | Salicional                 | 4′  |
| 16.             | Waldflöte                  | 2′  |
| 17.             | Progressio harmonica I–III |     |
| 18.             | Aeoline (Zungenstimme)     | 16′ |

| Pedal C–d1 |              |     |
| 19.        | Violon       | 16′ |
| 20.        | Subbaß       | 16′ |
| 21.        | Principalbaß | 8′  |
| 22.        | Cello        | 8′  |
| 23.        | Octave       | 4′  |
| 24.        | Posaune      | 16′ |

- Koppeln: II/I, I/P
- Traktur: Schleifladen, vollmechanisch